# Elusa bipars
Elusa bipars là một loài bướm đêm trong họ Noctuidae.